# Leányvásár (operetta)
Leányvásár (Mercato di ragazze) è un'operetta in tre atti di Viktor Jacobi, su libretto di Victor Léon, Miksa Bródy e Ferenc Martos. La prima rappresentazione ebbe luogo l'14 novembre 1911 al Király Színház di Budapest.
Il suo successo diede notorietà internazionale al suo autore, il compositore Viktor Jacobi che, nel 1914, allo scoppio della prima guerra mondiale, sarebbe emigrato negli Stati Uniti.
L'operetta fu ripresa con il titolo The Marriage Market in un adattamento in lingua inglese di Gladys Unger, con parole di Arthur Anderson e Adrian Ross, prima nel 1913 a Londra, prodotta da George Edwardes al Daly's Theatre, e quindi, prodotta da Charles Frohman, a Broadway al Knickerbocker Theatre con brani addizionali di Jerome Kern.
Il 20 gennaio 1922 avviene la prima nel Teatro La Fenice di Venezia di "Mercato di ragazze" con Clara Weiss e Manfredo Miselli diretti da Domenico Bazan per la Grande Compagnia di Opere Comiche ed Operette.

## Versione UK - Londra

### Interpreti
- Gertie Millar: Kitty Kent
- Robert Michaelis: Jack Fleetwood, conosciuto come Slippery Jack
- E. A. Douglas: senatore Senator Abe K. Gilroy
- Tom Walls: Bald-Faced Sandy, sceriffo a Mendocino e proprietario del Palace Hotel

## Versione USA - New York
Messa in scena al Knickerbocker Theatre dal 22 settembre al 29 novembre 1913, la commedia musicale continuò le repliche alla Grand Opera House dall'8 dicembre, per un totale di 88 rappresentazioni. Musical in tre atti, è ambientato al Menddocino Bluff nella California meridionale, sullo yacht "Mariposa" ormeggiato nella baia di San Francisco, e nel palazzo del Senatore Gilroy a San Francisco.
La direzione orchestrale fu affidata a Harold Vicars, la regia a Edward Royce. Scene di Homer Emens, costumi di Comelli.
Canzoni con parole di M. E. Rourke, Edwin Burch e Donald Brian; Musiche addizionali di  Jerome Kern, Edwin Burch e Donald Brian.

### Interpreti della prima (Broadway 22 settembre 1913)
- Carroll McComas: Kitty Kent
- Donald Brian: Edward Fleetwood
- Guy Nichols: Bald-Faced Sandy
- George T. Meech: Senatore Abe K. Gilroy
- Percival Knight: Lord Hurlingham

## Versioni cinematografiche
L'operetta ebbe due versioni cinematografiche: una nel 1918, sempre con il titolo Leányvásár, con la regia di Antal Forgács, e una del 1941, distribuita anche in Italia con il titolo Ragazze da marito, film diretto da Félix Podmaniczky.